# Јерменија на Светском првенству у атлетици на отвореном 2009.
Јерменија је учествовала на 12. Светском првенству у атлетици на отвореном 2009. одржаном у Берлину 15. до 23. августа. Репрезентацију Јерменије представљало је двоје такмичара (1 мушкарац и 1 жена) у 2 атлетске дисциплине. Ови такмичари су представљали Јерменију и на Олимпијским играма 2008.
На овом првенству Јерменија није освојила ниједну медаљу. Није било нових националних, личних рекорда, а обоје су оборили најбоље личне резултате сезоне.

## Учесници
| Мушкарци: - Мелик Џанојан — Бацање копља | Жене: - Ани Хачикјан — 100 м |  |

## Резултати

### Мушкарци
| Мелик Џанојан | бацање копља | 78,04 НР | 74,74 ЛРС | 5 у гр. 5 | Није се квалификовао | Није се квалификовао | Није се квалификовао | Није се квалификовао | Није се квалификовао | 32 / 45 (48) |  |

### Жене
| Атлетичар    | Дисциплина | Лични рекорд | Квалификације | Квалификације | Четвртфинале          | Четвртфинале          | Полуфинале            | Полуфинале            | Финале                | Финале       | Детаљи |
| Атлетичар    | Дисциплина | Лични рекорд | Резултат      | Место         | Резултат              | Место                 | Резултат              | Место                 | Резултат              | Место        | Детаљи |
| ------------ | ---------- | ------------ | ------------- | ------------- | --------------------- | --------------------- | --------------------- | --------------------- | --------------------- | ------------ | ------ |
| Ани Хачикјан | 100 м      | 12,23        | 12,30 ЛРС     | 5 у гр. 5     | Није се квалификовала | Није се квалификовала | Није се квалификовала | Није се квалификовала | Није се квалификовала | 45 / 61 (63) |        |